# Hoplitis hofferi
Hoplitis hofferi är en biart som beskrevs av Borek Tkalcu 1977. Hoplitis hofferi ingår i släktet gnagbin, och familjen buksamlarbin. Inga underarter finns listade i Catalogue of Life.